# Station radar de Michelevka
La station radar de Michelevka est le site de trois générations de radars d'alerte précoce soviétiques et russes. Elle est située dans l'oblast d'Irkoutsk en Sibérie et couvre la Chine et le lancement de missiles à partir de sous-marins depuis l'océan Pacifique. Il y a eu sept radars sur ce site, qui est géré par les forces de défense aérospatiales russes. En 2012, un nouveau radar Voronej-M est en construction sur le site.
Michelevka est un village du sud de la Sibérie situé à 4 kilomètres à l'est du village et à 28 kilomètres au nord-ouest de la ville d'Oussloie-Sibirskoïe. La ville militaire de la station s'appelle Oussloie-Sibirskoïe-7.

## Surveillance spatiale

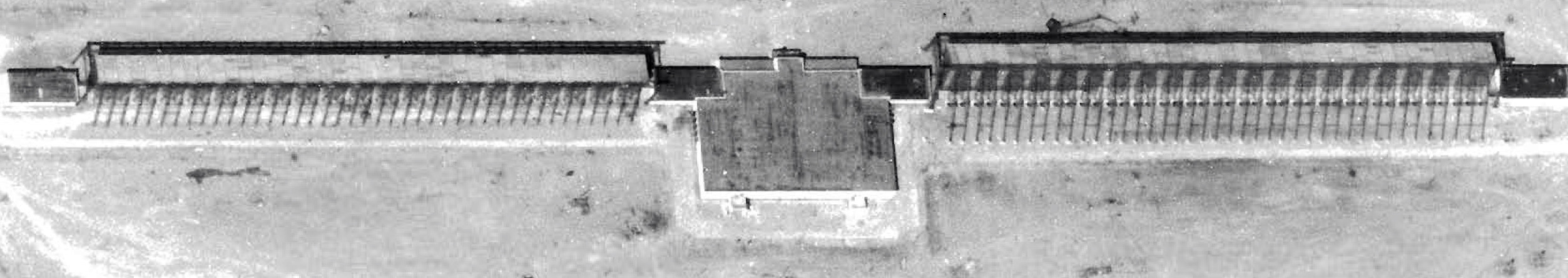
Radar de surveillance spatiale Dnestr vu depuis le satellite d'espionnage américain KH-7, 1967

Michelevka a été fondée sous le nom de OS-1, un site de surveillance de l'espace doté de quatre radars Dnestr, mis en service en 1964 et testé en 1968. Il pouvait détecter des satellites à une altitude allant jusqu'à 3 000 kilomètres,.
En 1967-1978, un radar d’alerte précoce Dnepr a été mis en service à proximité des 4 radars Dnestr et a été mis en service en 1976.
| Radar   | Coordonnées                   | Azimuth | Type   | Construction | Détails |
| ------- | ----------------------------- | ------- | ------ | ------------ | --- |
| Radar 1 | 52° 52′ 39″ N, 103° 16′ 24″ E | 135     | Dnestr | 1964–1976    | Modernisé en Dnestr-M puis en Dnepr à la fin des années 70. Opérationnel                                    |
| Radar 2 | 52° 52′ 53″ N, 103° 15′ 58″ E | 135     | Dnestr | 1964–1970    | Modernisé en Dnestr-M. Mis hors service dans les années 1990. Maintenant abandonné.                         |
| Radar 3 | 52° 52′ 59″ N, 103° 15′ 29″ E | 265     | Dnestr | 1964–1968    | Modernisé en Dnestr-M. Utilisé pour la recherche depuis 1993 - maintenant un radar à dispersion incohérente |
| Radar 4 | 52° 52′ 33″ N, 103° 15′ 23″ E | 265     | Dnestr | 1964–1968    | Modernisé en Dnestr-M. Mis hors service dans les années 1990. Maintenant abandonné.                         |
| Radar 5 | 52° 52′ 29″ N, 103° 15′ 39″ E | 70, 200 | Dnepr  | 1967–1972    | Modernisé en Dnepr en 1976. Opérationnel                                                                    |

L’un des radars de surveillance spatiale Dnestr est maintenant utilisé comme radar à diffusion incohérente par l’Institut de physique solaire et terrestre, qui fait partie de l’Académie des sciences de Russie,.

## Radar Daryal de deuxième génération
Mishelevka disposait d'un radar Daryal-U, un radar d'alerte précoce bistatique à déphasage constitué de deux grandes antennes distinctes à déphasage, séparées de 1,5 kilomètre. La superficie de l’émetteur était de 30 mètres sur 40 mètres et celle du récepteur de 80 mètres sur 80 mètres. Le système est un système VHF fonctionnant à une longueur d'onde de 1,5 à 2 mètres (150 à 200 MHz). La portée revendiquée pour une installation Daryal est de 6 000 kilomètres.
Deux radars de type Daryal-U devaient être construits sur les sites de Balkhash et de Michelevka, à Irkoutsk, mais aucun n’a été achevé. En 1999, l’administration américaine Clinton a offert une aide financière pour achever l’installation de Michelevka en échange de la modification du traité ABM afin de permettre le déploiement par les États-Unis d’un système national de défense antimissile. La Russie a rejeté cette proposition et, en 2002, les États-Unis se sont retirés unilatéralement du traité ABM.
Le Daryal de Michelevka a été lancé en 1979 et la construction a pris fin en 1984.
Le bâtiment de l'émetteur était situé aux coordonnées suivantes :
52° 51′ 20,11″ N, 103° 13′ 53,94″ E
Et le récepteur aux coordonnées suivantes :
52° 51′ 42,02″ N, 103° 14′ 20,49″ E
Il n'a jamais été opérationnel et a été démoli en 2011.

## Radar Voronej de troisième génération
Le radar Daryal a été démoli le 23 juin 2011 pour permettre la construction d'un nouveau radar Voronezh. Il y aura deux faces radar sur le site pour remplacer les deux radars Dnepr qui, en 2012, sont toujours opérationnels. Une fois terminé, le radar aura une couverture de 240 °.
Les radars Voronej sont des radars hautement préfabriqués nécessitant moins de personnel et utilisant moins d’énergie que les générations précédentes. Ceux en cours de construction à Michelevka sont Voronej-M, également appelé Voronej -VP, un radar VHF d’une portée de 4 200 kilomètres. Le VP signifie haut potentiel et peut refléter le fait qu'il comporte six segments, au lieu des trois comparé autres radars Voronej VHF.
Le nouveau radar a été annoncé comme étant en phase de test en mars 2012,. En mai 2012, il a été annoncé qu'il était entré en "service de combat expérimental". Entièrement opérationnel en 2014.